# Sarah Beth Grey
Sarah Beth Grey (* 10. August 1995 als Sarah Beth Askew in Liverpool) ist eine britische Tennisspielerin.

## Karriere
Grey hat mit sechs Jahren das Tennisspielen begonnen, sie bevorzugt laut ITF-Profil Rasenplätze. Sie spielt vor allem auf der ITF Women’s World Tennis Tour, auf der sie bislang einen Einzel- und 26 Doppeltitel gewinnen konnte.

## Turniersiege

### Einzel
| Nr. | Datum            | Turnier            | Kategorie | Belag           | Finalgegnerin      | Ergebnis |
| --- | ---------------- | ------------------ | --------- | --------------- | ------------------ | -------- |
| 1.  | 5. Dezember 2021 | Jablonec nad Nisou | ITF W25   | Teppich (Halle) | Anastasia Kulikova | 6:2, 6:2 |

### Doppel
| Nr. | Datum              | Turnier               | Kategorie   | Belag             | Partnerin                  | Finalgegnerinnen                           | Ergebnis          |
| --- | ------------------ | --------------------- | ----------- | ----------------- | -------------------------- | ------------------------------------------ | ----------------- |
| 1.  | 30. November 2013  | Rethymno              | ITF $10.000 | Hartplatz         | Katy Dunne                 | Margarita Lasarewa Lisanne van Riet        | 2:6, 6:4, [10:5]  |
| 2.  | 14. November 2015  | Bath                  | ITF $25.000 | Hartplatz (Halle) | Olivia Nicholls            | Freya Christie Lisa Whybourn               | 1:6, 6:4, [10:2]  |
| 3.  | 18. Februar 2016   | Wirral                | ITF $10.000 | Hartplatz (Halle) | Olivia Nicholls            | Veronica M. Corning Harriet Dart           | 6:2, 1:6, [10:8]  |
| 4.  | 23. September 2016 | Nottingham            | ITF $10.000 | Hartplatz (Halle) | Olivia Nicholls            | Dasha Ivanova Margot Yerolimos             | 6:2, 1:6, [10:8]  |
| 5.  | 5. November 2016   | Sheffield             | ITF $10.000 | Hartplatz (Halle) | Olivia Nicholls            | Mia Nicole Eklund Nika Schytkouskaja       | 7:63, 7:5         |
| 6.  | 10. November 2016  | Shrewsbury            | ITF $10.000 | Hartplatz (Halle) | Olivia Nicholls            | Alicia Barnett Lauren McMinn               | 6:3, 6:3          |
| 7.  | 10. Februar 2017   | Edgbaston             | ITF $15.000 | Hartplatz (Halle) | Olivia Nicholls            | Melanie Stokke Julia Wachaczyk             | 6:3, 5:7, [10:7]  |
| 8.  | 20. Oktober 2017   | Joué-lès-Tours        | ITF $25.000 | Hartplatz (Halle) | Samantha Murray            | Jaqueline Cristian Elena-Gabriela Ruse     | 7:63, 6:3         |
| 9.  | 13. April 2018     | Óbidos                | ITF $25.000 | Teppich           | Olivia Nicholls            | Ann Sophie Mestach Nina Stojanović         | 4:6, 7:64, [10:6] |
| 10. | 20. April 2018     | Óbidos                | ITF $25.000 | Teppich           | Olivia Nicholls            | Jessika Ponchet Hanna Posnichirenko        | 6:2, 6:1          |
| 11. | 9. November 2018   | Shrewsbury            | ITF $25.000 | Hartplatz (Halle) | Olivia Nicholls            | Tayisiya Morderger Yana Morderger          | 0:6, 6:3, [10:4]  |
| 12. | 20. Juli 2019      | Palmela               | ITF W25     | Hartplatz         | Eden Silva                 | Estelle Cascino Julia Terziyska            | 7:5, 6:2          |
| 13. | 3. August 2019     | Woking                | ITF W25     | Hartplatz         | Eden Silva                 | Naiktha Bains Ankita Raina                 | 6:2, 7:5          |
| 14. | 10. August 2019    | Chiswick              | ITF W25     | Hartplatz         | Valentini Grammatikopoulou | Freya Christie Samantha Murray Sharan      | 6:76, 6:3, [10:5] |
| 15. | 28. August 2021    | Přerov                | ITF W60     | Sand              | Carolina Meligeni Alves    | Mana Kawamura Funa Kozaki                  | 6:4, 3:6, [13:11] |
| 16. | 9. Oktober 2021    | Cherbourg-en-Cotentin | ITF W25+H   | Hartplatz (Halle) | Arianne Hartono            | Estelle Cascino Camilla Rosatello          | 6:3, 6:2          |
| 17. | 21. Juli 2023      | Roehampton            | ITF W25     | Hartplatz         | Rutuja Bhosale             | Madeleine Brooks Holly Hutchinson          | 0:6, 6:4, [10:4]  |
| 18. | 18. August 2023    | Aldershot             | ITF W25     | Hartplatz         | Destanee Aiava             | Erina Hayashi Saki Imamura                 | 6:4, 6:3          |
| 19. | 25. August 2023    | Vigo                  | ITF W25     | Hartplatz         | Nefisa Berberović          | Anastasia Abbagnato Patricija Paukštytė    | 6:3, 4:6, [11:9]  |
| 20. | 1. September 2023  | Valladolid            | ITF W25     | Hartplatz         | Alexandra Bozovic          | Ava Markham Tian Fangran                   | 7:5, 6:0          |
| 21. | 11. November 2023  | Calgary               | ITF W60+H   | Hartplatz (Halle) | Eden Silva                 | Hanna Chang Katarina Jokić                 | 6:4, 6:4          |
| 22. | 27. Januar 2024    | Porto                 | ITF W75+H   | Hartplatz (Halle) | Olivia Nicholls            | Francisca Jorge Matilde Jorge              | 4:6, 6:3, [10:6]  |
| 23. | 18. Mai 2024       | Kurume                | ITF W75     | Teppich           | Madeleine Brooks           | Momoko Kobori Ayano Shimizu                | 6:4, 6:0          |
| 24. | 7. September 2024  | Leiria                | ITF W35     | Hartplatz         | Matilde Jorge              | Bianca Fernandez Radka Zelníčková          | 7:61, 6:2         |
| 25. | 4. Oktober 2024    | Reims                 | ITF W35     | Hartplatz (Halle) | Mingge Xu                  | Jekaterina Owtscharenko Emily Webley-Smith | 6:3, 6:1          |
| 26. | 12. Oktober 2024   | Joué-lès-Tours        | ITF W35     | Hartplatz (Halle) | Leonie Küng                | Anastassija Firman Chelsea Fontenel        | 6:4, 6:2          |